# Ryan Leonard
Ryan Ian Leonard (Plymouth, 24 maggio 1992) è un calciatore inglese, centrocampista del Millwall.

## Carriera
Ha giocato nella seconda divisione inglese.